# Dagny Mellgren
Dagny Mellgren, né le 19 juin 1978 à Stavanger, est une footballeuse norvégienne. Elle est attaquante.

## Biographie
Elle est sélectionnée à 95 reprises en équipe de Norvège, inscrivant 49 buts. 
Elle participe à la Coupe du monde 1999 (1 but, 4e du tournoi), aux JO 2000 (2 buts, championne olympique), à l'Euro 2001 (2 buts, demi-finaliste), à la Coupe du monde 2003 (3 buts, quart-de-finaliste), et enfin à l'Euro 2005 (2 buts, finaliste).
C'est elle qui inscrit le but en prolongation lors de la finale des JO 2000 face aux États-Unis.
Elle termine meilleure buteuse de la Women's United Soccer Association en 2003.